# 金忠 (兵部尚書)
金 忠（きん ちゅう、至正13年（1353年）- 永楽13年4月17日（1415年5月25日））は、明代の易者・軍人。字は世忠。本貫は明州鄞県。

## 生涯
金文英と馬氏のあいだの子として生まれた。若くして読書し、易による占いを得意とした。兄が通州での兵役で死去したため、金忠が代わって兵役につくことになった。任地に行く資金がなかったため、相者の袁珙が支援した。任地につくと、兵士として部隊に編入された。北平の市で占卜して、その占いの多くが的中したと評判になった。建文元年（1399年）、僧の道衍が燕王朱棣に金忠を紹介した。ときに朱棣は起兵しようとしており、病にかこつけて金忠を召し出して占卜させ、鑄印乗軒（果断に行動すべきで、天を継承することができる）の卦を得た。朱棣は占卜の結果を秘密とし、金忠は燕王府に出入りするようになった。朱棣は起兵計画の決定を金忠の占いの勧めるとおりにおこなった。燕王軍が起兵し靖難の変が起こると、金忠は燕王府紀善に任じられ、通州を守った。建文帝側の兵はたびたび通州の城を攻めたが、落とすことはできなかった。ほどなく金忠は朱棣に召し出されて側近に置かれ、諮問に答え、ときに計略を進言した。建文3年（1401年）、右長史に任じられ、軍務に参与し、朱棣の謀臣をつとめた。
建文4年（1402年）、朱棣（永楽帝）が皇帝に即位すると、金忠は王業を補佐した功績により、工部右侍郎に抜擢され、永楽帝の長男の朱高熾が北京を守るのを補佐した。永楽2年（1404年）、南京に召還され、兵部尚書に進んだ。靖難の変のときに、永楽帝の次男の朱高煦が従軍して功績があり、丘福らをはじめとして朱高煦を太子に推す動きがあった。金忠はこれに反対し、嫡子をしりぞけて災難を呼んだ故事を列挙した。永楽帝がひそかに解縉・黄淮・尹昌隆と相談すると、解縉らは金忠の意見を支持した。朱高熾が皇太子に立てられ、金忠は東宮輔導官となり、兵部尚書のまま詹事府詹事を兼ねた。永楽6年（1408年）、皇太孫朱瞻基の輔導を兼ねるよう命じられた。
永楽11年（1413年）、永楽帝が北京に移ると、金忠は蹇義・黄淮・楊士奇とともに南京に留まって太子朱高熾の監国を補佐した。このとき漢王朱高煦による奪嫡の陰謀が進み、太子を謗る蜚語が飛び交った。永楽12年（1414年）、永楽帝が漠北遠征から帰還すると、東宮の属官たちが召し出されて獄に下されたが、ひとり金忠は旧功のため不問とされた。
永楽13年4月甲申（1415年5月25日）、死去した。享年は63。洪熙元年（1425年）、栄禄大夫・少師の位を追贈され、諡は忠襄といった。
子に金達があり、翰林院検討を経て長蘆都転運使となった。